# Ángeles Lardizábal
María de los Ángeles Lardizábal y Amat (9 de abril de 1806 - 8 de abril de 1875) fue la esposa del presidente Martín Carrera y primera dama de México durante 29 días en 1855.

## Primeros años
Originaria de la Ciudad de México, nació el 9 de abril de 1806, y fue bautizada el mismo día de su nacimiento. Fue la tercera de los nueve hijos - María Concepción (1800), José Joaquín (1802), María Guadalupe (1808), Rafael (1810), María de los Dolores (1812), María del Carmen (1815-1817), María del Carmen (1818) y Francisca de Paula (1820) - de Rafael Lardizábal Fernández, gerente de la Casa Moneda de México, y su esposa Ramona Amat Gutiérrez del Mazo. Nieta paterna de José Ignacio Lardizábal y Uribe, hermano del destacado jurista Manuel de Lardizábal, y de Bárbara Fernández Silva; y por vía materna del ingeniero militar, periodista y quien fuera intendente de Guanajuato Andrés Amat de Tortosa y de Eufrasia Gutiérrez del Mazo y Pertusa, quiénes contrajeron matrimonio el 6 de octubre de 1765. 
Relacionada con las familias más ricas del país, si no perteneciente a la aristocracia; los Lardizábal eran una familia “de polendas”, por lo tanto, María de los Ángeles recibió una esmerada instrucción académica en prestigiosas escuelas para monjas. De bonita apariencia física, Ángeles contrajo matrimonio con el general Martín Carrera hacia 1827, habiendo nacido de esta unión dieciocho hijos; María del Carmen (1828), Ramón (1829), Martín (1830), Isidro (1832), Paz (1833), Matilde (1835), Carlos (1836), José María (1837), Joaquín (1838), Manuel (1840), Alberto (1841), Enrique (1842), María de los Ángeles (1843), Adelaida (1844), Leonor (1845), Ricardo (1846), Dolores (1847) y Gerardo Carrera Lardizábal (1850).

## Operaciones financieras
Ángeles Lardizábal fue la activa esposa del presidente Martín Carrera y se involucró en cuestiones financieras desde mucho antes de la llegada de su esposo a la presidencia. 
En 1843 dio inicio a un complejo proceso legal entre ella, su hermana Luisa y Antonia Obregón de Camacho. La causa fue una fianza concedida en 1805, por Antonio Obregón, último conde de Valenciana; a favor de Lorenzo Muñoz Feruel y el mayorazgo fundado por José Joaquín Uribe. Martín Carrera, apoderado de ella, y Vicente Pozo, curador de su hermana Luisa Lardizábal, promovieron un juicio contra la hija heredera, Antonia Obregón, por 73 500 pesos. El juicio se prolongó por mucho tiempo, para 1860, con Antonia fallecida, el pleito pasó a la hija de ésta Manuela Obregón Camacho. Ángeles llevó el caso ante el juzgado tercero de lo civil, donde el conocido comerciante y prestamista Juan Goríbar había dado una fianza por la cual ya no respondía. Evidentemente, una buena parte del dinero del matrimonio de los Carrera Lardizábal radicaba en préstamos. 
Con la riqueza de éstos, Ángeles compró la casa número dos de la calle de la Moneda en la Ciudad de México por 47 000 pesos, de los cuales pagó al contado 16 500. Pese a la inestabilidad económica presente en el México de ese tiempo y la inminencia de la Guerra de Reforma, en 1857 Ángeles se declaró prestamista. La señora Carrera prestaba dinero a otras mujeres. Cristina Soto de Carranza falleció sin poder pagarle 22 801 pesos que le debía, con los intereses pertinentes acumulados desde años atrás. Ángeles perdonó los réditos de la difunta, así que sólo cobró 18 038 pesos.

## Últimos años y muerte
Martín Carrera murió en 1871; en su testamento nombró a sus hijos únicos herederos, a su esposa tutora y curadora ad bona de los menores, así como albacea testamentaria, fideicomisaria y tenedora de bienes. Ella testó en 1859 y le dejó a su marido un quinto de su fortuna, como un pequeño testimonio del gran amor y estimación que le tenía. Ninguno de los dos aportó bienes al matrimonio, así que todo fue producto de la sociedad conyugal y de las relaciones políticas del general Carrera. Ambos esposos siguieron prestando dinero hasta la muerte. María de los Ángeles Lardizábal murió el 8 de abril de 1875 en su residencia de la capital a los 68 años de edad y fue sepultada en el Panteón de San Fernando. Por mucho dinero y propiedades que acumulara ella, difícilmente hubiera alcanzado para dejar una herencia importante a una descendencia tan numerosa.
- Datos: Q2878217